# Імені Ібрая Жакаєва
імені Ібра́я Жака́єва (каз. Ыбырай Жақаев ат.а.) — село у складі Шиєлійського району Кизилординської області Казахстану. Адміністративний центр Іркольського сільського округу.
У радянські часи село називалось Кизилту.
Населення — 3278 осіб (2021; 2069 у 2009, 1978 у 1999, 2017 у 1989).